# 加賀市

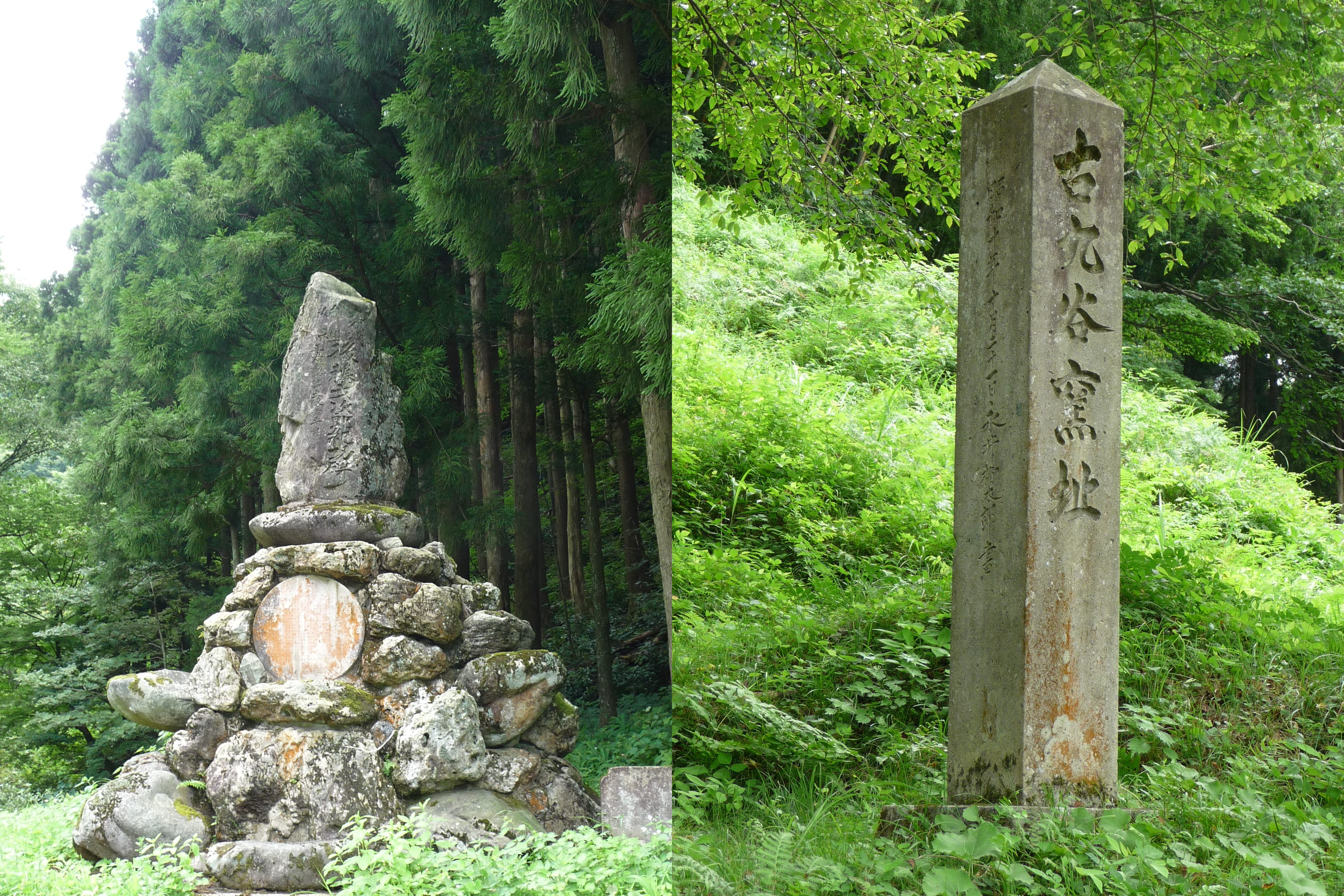
左：九谷焼始祖「後藤才次郎紀功碑」
右：山中温泉九谷町の「古九谷窯址」

加賀市（かがし）は、石川県南西部（旧加賀国）にある市。福井県と接する。

## 地理

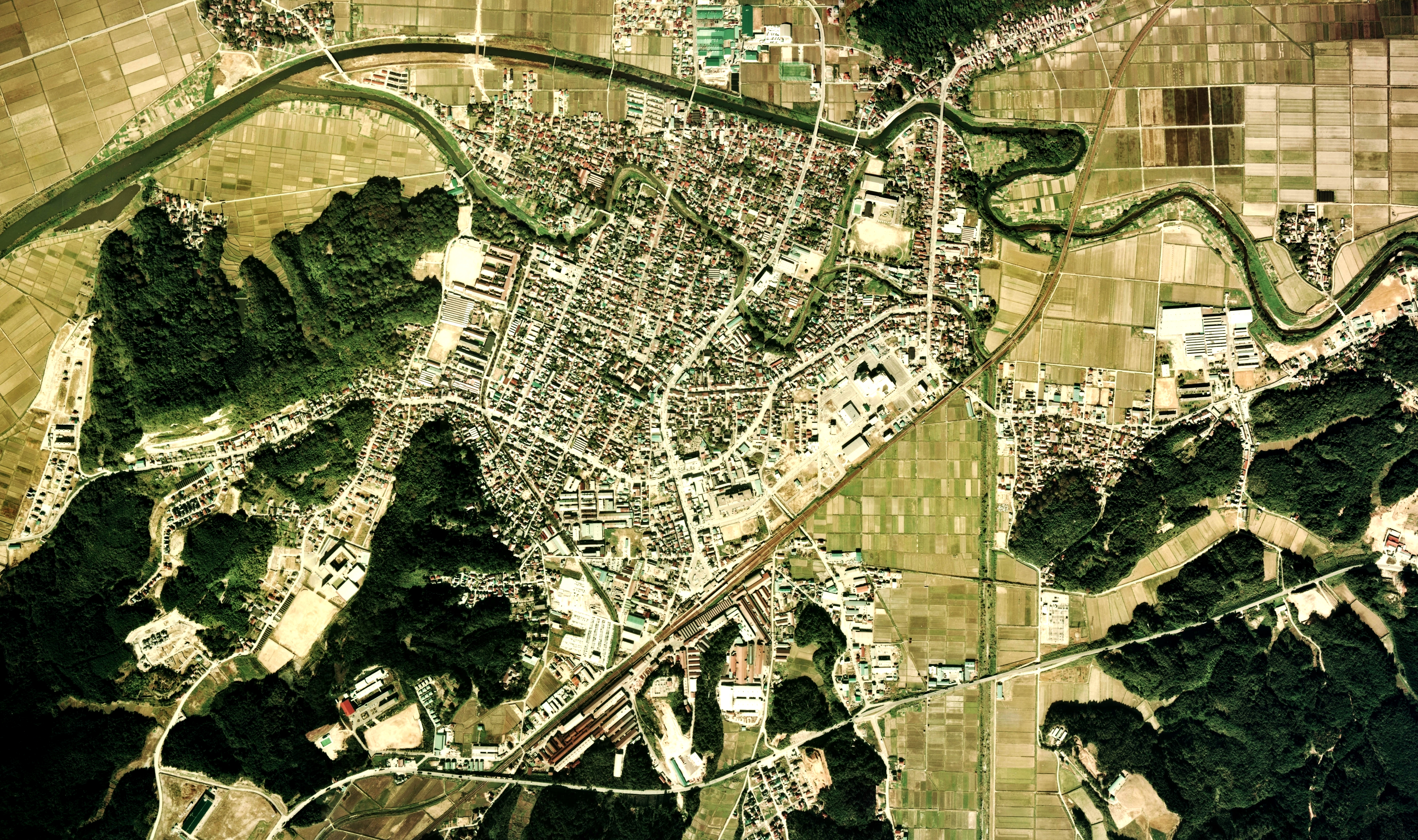
市役所のある大聖寺地区周辺の空中写真。1975年撮影の3枚を合成作成。。

### 自然地理
- 山
  - 大日山（1368 m）
  - 小大日山 (1198 m)
  - 鞍掛山（478 m）：山頂は石川県小松市に属するが、登山口や臨めるのは加賀市であり、加賀市民になじみが深い。
  - 富士写ヶ岳（942 m）
  - 刈安山（548 m）
  - 蟹の目山（689 m）
- 河川
  - 大聖寺川（二級河川）
  - 動橋川
- 湖沼
  - 柴山潟
  - 北潟湖
  - 我谷ダム湖（我谷ダム）
  - 五彩湖（九谷ダム）

### 気候
| 加賀中津原（1991年 - 2020年）の気候 | 加賀中津原（1991年 - 2020年）の気候 | 加賀中津原（1991年 - 2020年）の気候 | 加賀中津原（1991年 - 2020年）の気候 | 加賀中津原（1991年 - 2020年）の気候 | 加賀中津原（1991年 - 2020年）の気候 | 加賀中津原（1991年 - 2020年）の気候 | 加賀中津原（1991年 - 2020年）の気候 | 加賀中津原（1991年 - 2020年）の気候 | 加賀中津原（1991年 - 2020年）の気候 | 加賀中津原（1991年 - 2020年）の気候 | 加賀中津原（1991年 - 2020年）の気候 | 加賀中津原（1991年 - 2020年）の気候 | 加賀中津原（1991年 - 2020年）の気候 |
| 月                                  | 1月                                 | 2月                                 | 3月                                 | 4月                                 | 5月                                 | 6月                                 | 7月                                 | 8月                                 | 9月                                 | 10月                                | 11月                                | 12月                                | 年                                  |
| ----------------------------------- | ----------------------------------- | ----------------------------------- | ----------------------------------- | ----------------------------------- | ----------------------------------- | ----------------------------------- | ----------------------------------- | ----------------------------------- | ----------------------------------- | ----------------------------------- | ----------------------------------- | ----------------------------------- | ----------------------------------- |
| 最高気温記録 °C （°F）              | 18.2 (64.8)                         | 19.7 (67.5)                         | 25.9 (78.6)                         | 29.8 (85.6)                         | 33.9 (93)                           | 35.0 (95)                           | 37.4 (99.3)                         | 37.6 (99.7)                         | 35.6 (96.1)                         | 30.4 (86.7)                         | 27.6 (81.7)                         | 23.1 (73.6)                         | 37.6 (99.7)                         |
| 平均最高気温 °C （°F）              | 5.5 (41.9)                          | 6.4 (43.5)                          | 10.9 (51.6)                         | 17.4 (63.3)                         | 22.5 (72.5)                         | 25.5 (77.9)                         | 29.2 (84.6)                         | 30.8 (87.4)                         | 26.4 (79.5)                         | 20.9 (69.6)                         | 15.0 (59)                           | 8.7 (47.7)                          | 18.3 (64.9)                         |
| 日平均気温 °C （°F）                | 1.9 (35.4)                          | 2.2 (36)                            | 5.5 (41.9)                          | 11.3 (52.3)                         | 16.4 (61.5)                         | 20.2 (68.4)                         | 24.3 (75.7)                         | 25.4 (77.7)                         | 21.2 (70.2)                         | 15.4 (59.7)                         | 9.8 (49.6)                          | 4.6 (40.3)                          | 13.2 (55.8)                         |
| 平均最低気温 °C （°F）              | −0.7 (30.7)                         | −1.1 (30)                           | 1.0 (33.8)                          | 5.8 (42.4)                          | 10.9 (51.6)                         | 15.9 (60.6)                         | 20.6 (69.1)                         | 21.4 (70.5)                         | 17.4 (63.3)                         | 11.4 (52.5)                         | 5.8 (42.4)                          | 1.4 (34.5)                          | 9.1 (48.4)                          |
| 最低気温記録 °C （°F）              | −8.0 (17.6)                         | −7.7 (18.1)                         | −4.8 (23.4)                         | −2.3 (27.9)                         | 1.9 (35.4)                          | 7.4 (45.3)                          | 13.3 (55.9)                         | 13.6 (56.5)                         | 7.9 (46.2)                          | 2.0 (35.6)                          | −1.0 (30.2)                         | −5.7 (21.7)                         | −8.0 (17.6)                         |
| 降水量 mm （inch）                  | 375.3 (14.776)                      | 223.2 (8.787)                       | 221.0 (8.701)                       | 177.9 (7.004)                       | 179.3 (7.059)                       | 202.5 (7.972)                       | 296.3 (11.665)                      | 214.6 (8.449)                       | 275.8 (10.858)                      | 222.2 (8.748)                       | 286.2 (11.268)                      | 411.3 (16.193)                      | 3,085.5 (121.476)                   |
| 降雪量 cm （inch）                  | 192 (75.6)                          | 159 (62.6)                          | 48 (18.9)                           | 1 (0.4)                             | 0 (0)                               | 0 (0)                               | 0 (0)                               | 0 (0)                               | 0 (0)                               | 0 (0)                               | 0 (0)                               | 68 (26.8)                           | 467 (183.9)                         |
| 平均降水日数 （≥1.0 mm）            | 24.5                                | 19.7                                | 17.3                                | 12.9                                | 11.8                                | 11.9                                | 13.7                                | 10.6                                | 12.9                                | 13.8                                | 17.6                                | 23.8                                | 190.5                               |
| 平均月間日照時間                    | 52.4                                | 74.7                                | 125.9                               | 177.5                               | 199.7                               | 139.8                               | 152.2                               | 196.8                               | 133.6                               | 134.1                               | 101.7                               | 58.8                                | 1,547.1                             |
| 出典1：Japan Meteorological Agency  |                                     |                                     |                                     |                                     |                                     |                                     |                                     |                                     |                                     |                                     |                                     |                                     |                                     |
| 出典2：気象庁                       |                                     |                                     |                                     |                                     |                                     |                                     |                                     |                                     |                                     |                                     |                                     |                                     |                                     |

### 隣接する自治体
- 石川県：小松市
- 福井県：勝山市、あわら市、坂井市

## 歴史
- 1947年（昭和22年）10月26日 - 昭和天皇が合併前の市内に行幸（昭和天皇の戦後巡幸）。国立山中病院、橋立漁港などを訪問[3]。
- 1958年（昭和33年）1月1日 - 江沼郡大聖寺町、山代町、片山津町、動橋町、橋立町、三木村、三谷村、南郷村及び塩屋村が合併して、加賀市が発足[4]。
- 1960年（昭和33年）7月1日 - 江沼郡山中町の一部（河南町・荒木町・別所町）を編入。
- 1971年（昭和46年） - 加賀市沖不審船事件発生。
- 2005年（平成17年）9月25日 - 加賀市、山中町で合併に向けて閉市・閉町式を挙行。
- 2005年（平成17年）10月1日、加賀市及び江沼郡山中町が合併して、改めて加賀市が発足する。同時に、江沼郡が消滅。
- 2024年（令和6年）3月16日 - 北陸新幹線 金沢・敦賀間が延伸。本市内にある加賀温泉駅が停車駅となった[5]。

### 行政区域の変遷
| 明治以前   | 明治初年 - 明治22年 | 明治22年 4月1日 町村制施行 | 明治22年 - 大正15年           | 昭和元年 - 昭和24年            | 昭和25年 - 昭和32年            | 昭和33年 - 昭和64年         | 平成元年 - 現在        | 現在   |
| ---------- | ------------------- | -------------------------- | ----------------------------- | ------------------------------ | ------------------------------ | --------------------------- | ---------------------- | ------ |
| 大聖寺町   | 大聖寺町            | 大聖寺町                   | 大聖寺町                      | 大聖寺町                       | 大聖寺町                       | 昭和33年1月1日 加賀市       | 平成17年10月1日 加賀市 | 加賀市 |
| 山田町領   | 山田町領            | 大聖寺町                   | 大聖寺町                      | 大聖寺町                       | 大聖寺町                       | 昭和33年1月1日 加賀市       | 平成17年10月1日 加賀市 | 加賀市 |
| 大聖寺町領 | 大聖寺町領          | 大聖寺町                   | 大聖寺町                      | 大聖寺町                       | 大聖寺町                       | 昭和33年1月1日 加賀市       | 平成17年10月1日 加賀市 | 加賀市 |
| 上福田村   | 上福田村            | 福田村                     | 福田村                        | 昭和10年6月15日 大聖寺町に編入 | 大聖寺町                       | 昭和33年1月1日 加賀市       | 平成17年10月1日 加賀市 | 加賀市 |
| 敷地村     | 敷地村              | 福田村                     | 福田村                        | 昭和10年6月15日 大聖寺町に編入 | 大聖寺町                       | 昭和33年1月1日 加賀市       | 平成17年10月1日 加賀市 | 加賀市 |
| 岡村       | 岡村                | 福田村                     | 福田村                        | 昭和10年6月15日 大聖寺町に編入 | 大聖寺町                       | 昭和33年1月1日 加賀市       | 平成17年10月1日 加賀市 | 加賀市 |
| 極楽寺村   | 極楽寺村            | 福田村                     | 福田村                        | 昭和10年6月15日 大聖寺町に編入 | 大聖寺町                       | 昭和33年1月1日 加賀市       | 平成17年10月1日 加賀市 | 加賀市 |
| 下福田村   | 下福田村            | 福田村                     | 福田村                        | 昭和10年6月15日 大聖寺町に編入 | 大聖寺町                       | 昭和33年1月1日 加賀市       | 平成17年10月1日 加賀市 | 加賀市 |
| 荻生村     | 荻生村              | 福田村                     | 福田村                        | 昭和10年6月15日 大聖寺町に編入 | 大聖寺町                       | 昭和33年1月1日 加賀市       | 平成17年10月1日 加賀市 | 加賀市 |
| 三ツ村     | 三ツ村              | 福田村                     | 福田村                        | 昭和10年6月15日 大聖寺町に編入 | 大聖寺町                       | 昭和33年1月1日 加賀市       | 平成17年10月1日 加賀市 | 加賀市 |
| 菅生村     | 菅生村              | 福田村                     | 福田村                        | 昭和10年6月15日 大聖寺町に編入 | 大聖寺町                       | 昭和33年1月1日 加賀市       | 平成17年10月1日 加賀市 | 加賀市 |
| 上木村     | 上木村              | 福田村                     | 福田村                        | 昭和10年6月15日 大聖寺町に編入 | 大聖寺町                       | 昭和33年1月1日 加賀市       | 平成17年10月1日 加賀市 | 加賀市 |
| 瀬越村     | 瀬越村              | 瀬越村                     | 瀬越村                        | 瀬越村                         | 昭和29年3月10日 大聖寺町に編入 | 昭和33年1月1日 加賀市       | 平成17年10月1日 加賀市 | 加賀市 |
| 吉崎村     | 吉崎村              | 瀬越村                     | 明治24年11月21日 三木村に編入 | 三木村                         | 三木村                         | 昭和33年1月1日 加賀市       | 平成17年10月1日 加賀市 | 加賀市 |
| 右村       | 右村                | 三木村                     | 三木村                        | 三木村                         | 三木村                         | 昭和33年1月1日 加賀市       | 平成17年10月1日 加賀市 | 加賀市 |
| 橘村       | 橘村                | 三木村                     | 三木村                        | 三木村                         | 三木村                         | 昭和33年1月1日 加賀市       | 平成17年10月1日 加賀市 | 加賀市 |
| 奥谷村     | 奥谷村              | 三木村                     | 三木村                        | 三木村                         | 三木村                         | 昭和33年1月1日 加賀市       | 平成17年10月1日 加賀市 | 加賀市 |
| 永井村     | 永井村              | 三木村                     | 三木村                        | 三木村                         | 三木村                         | 昭和33年1月1日 加賀市       | 平成17年10月1日 加賀市 | 加賀市 |
| 熊坂村     | 熊坂村              | 三木村                     | 三木村                        | 三木村                         | 三木村                         | 昭和33年1月1日 加賀市       | 平成17年10月1日 加賀市 | 加賀市 |
| 塩屋村     | 塩屋村              | 塩屋村                     | 塩屋村                        | 塩屋村                         | 塩屋村                         | 昭和33年1月1日 加賀市       | 平成17年10月1日 加賀市 | 加賀市 |
| 日谷村     | 日谷村              | 三谷村                     | 三谷村                        | 三谷村                         | 三谷村                         | 昭和33年1月1日 加賀市       | 平成17年10月1日 加賀市 | 加賀市 |
| 直下村     | 直下村              | 三谷村                     | 三谷村                        | 三谷村                         | 三谷村                         | 昭和33年1月1日 加賀市       | 平成17年10月1日 加賀市 | 加賀市 |
| 曽宇村     | 曽宇村              | 三谷村                     | 三谷村                        | 三谷村                         | 三谷村                         | 昭和33年1月1日 加賀市       | 平成17年10月1日 加賀市 | 加賀市 |
| 百々村     | 百々村              | 三谷村                     | 三谷村                        | 三谷村                         | 三谷村                         | 昭和33年1月1日 加賀市       | 平成17年10月1日 加賀市 | 加賀市 |
| 細坪村     | 細坪村              | 三谷村                     | 三谷村                        | 三谷村                         | 三谷村                         | 昭和33年1月1日 加賀市       | 平成17年10月1日 加賀市 | 加賀市 |
| 南郷村     | 南郷村              | 南郷村                     | 南郷村                        | 南郷村                         | 南郷村                         | 昭和33年1月1日 加賀市       | 平成17年10月1日 加賀市 | 加賀市 |
| 下河崎村   | 下河崎村            | 南郷村                     | 南郷村                        | 南郷村                         | 南郷村                         | 昭和33年1月1日 加賀市       | 平成17年10月1日 加賀市 | 加賀市 |
| 上河崎村   | 上河崎村            | 南郷村                     | 南郷村                        | 南郷村                         | 南郷村                         | 昭和33年1月1日 加賀市       | 平成17年10月1日 加賀市 | 加賀市 |
| 中代村     | 中代村              | 南郷村                     | 南郷村                        | 南郷村                         | 南郷村                         | 昭和33年1月1日 加賀市       | 平成17年10月1日 加賀市 | 加賀市 |
| 黒瀬村     | 黒瀬村              | 南郷村                     | 南郷村                        | 南郷村                         | 南郷村                         | 昭和33年1月1日 加賀市       | 平成17年10月1日 加賀市 | 加賀市 |
| 保賀村     | 保賀村              | 南郷村                     | 南郷村                        | 南郷村                         | 南郷村                         | 昭和33年1月1日 加賀市       | 平成17年10月1日 加賀市 | 加賀市 |
| 山代村     | 山代村              | 山代村                     | 大正2年3月10日 町制 山代町    | 山代町                         | 昭和30年1月20日 山代町         | 昭和33年1月1日 加賀市       | 平成17年10月1日 加賀市 | 加賀市 |
| 桂谷村     | 桂谷村              | 山代村                     | 大正2年3月10日 町制 山代町    | 山代町                         | 昭和30年1月20日 山代町         | 昭和33年1月1日 加賀市       | 平成17年10月1日 加賀市 | 加賀市 |
| 尾俣村     | 尾俣村              | 山代村                     | 大正2年3月10日 町制 山代町    | 山代町                         | 昭和30年1月20日 山代町         | 昭和33年1月1日 加賀市       | 平成17年10月1日 加賀市 | 加賀市 |
| 加茂村     | 加茂村              | 庄村                       | 庄村                          | 昭和17年5月1日 山代町に編入    | 昭和30年1月20日 山代町         | 昭和33年1月1日 加賀市       | 平成17年10月1日 加賀市 | 加賀市 |
| 桑原村     | 桑原村              | 庄村                       | 庄村                          | 昭和17年5月1日 山代町に編入    | 昭和30年1月20日 山代町         | 昭和33年1月1日 加賀市       | 平成17年10月1日 加賀市 | 加賀市 |
| 庄村       | 庄村                | 庄村                       | 庄村                          | 昭和17年5月1日 山代町に編入    | 昭和30年1月20日 山代町         | 昭和33年1月1日 加賀市       | 平成17年10月1日 加賀市 | 加賀市 |
| 七日市村   | 七日市村            | 庄村                       | 庄村                          | 昭和17年5月1日 山代町に編入    | 昭和30年1月20日 山代町         | 昭和33年1月1日 加賀市       | 平成17年10月1日 加賀市 | 加賀市 |
| 西島村     | 西島村              | 庄村                       | 庄村                          | 昭和17年5月1日 山代町に編入    | 昭和30年1月20日 山代町         | 昭和33年1月1日 加賀市       | 平成17年10月1日 加賀市 | 加賀市 |
| 二ツ屋村   | 二ツ屋村            | 東谷口村                   | 東谷口村                      | 東谷口村                       | 昭和30年1月20日 山代町         | 昭和33年1月1日 加賀市       | 平成17年10月1日 加賀市 | 加賀市 |
| 小坂村     | 小坂村              | 東谷口村                   | 東谷口村                      | 東谷口村                       | 昭和30年1月20日 山代町         | 昭和33年1月1日 加賀市       | 平成17年10月1日 加賀市 | 加賀市 |
| 横北村     | 横北村              | 東谷口村                   | 東谷口村                      | 東谷口村                       | 昭和30年1月20日 山代町         | 昭和33年1月1日 加賀市       | 平成17年10月1日 加賀市 | 加賀市 |
| 水田丸村   | 水田丸村            | 東谷口村                   | 東谷口村                      | 東谷口村                       | 昭和30年1月20日 山代町         | 昭和33年1月1日 加賀市       | 平成17年10月1日 加賀市 | 加賀市 |
| 柏野村     | 柏野村              | 東谷口村                   | 東谷口村                      | 東谷口村                       | 昭和30年1月20日 山代町         | 昭和33年1月1日 加賀市       | 平成17年10月1日 加賀市 | 加賀市 |
| 須谷村     | 須谷村              | 東谷口村                   | 東谷口村                      | 東谷口村                       | 昭和30年1月20日 山代町         | 昭和33年1月1日 加賀市       | 平成17年10月1日 加賀市 | 加賀市 |
| 塔尾村     | 塔尾村              | 東谷口村                   | 東谷口村                      | 東谷口村                       | 昭和30年1月20日 山代町         | 昭和33年1月1日 加賀市       | 平成17年10月1日 加賀市 | 加賀市 |
| 勅使村     | 勅使村              | 勅使村                     | 勅使村                        | 勅使村                         | 昭和30年1月20日 山代町         | 昭和33年1月1日 加賀市       | 平成17年10月1日 加賀市 | 加賀市 |
| 宇谷村     | 宇谷村              | 勅使村                     | 勅使村                        | 勅使村                         | 昭和30年1月20日 山代町         | 昭和33年1月1日 加賀市       | 平成17年10月1日 加賀市 | 加賀市 |
| 栄谷村     | 栄谷村              | 勅使村                     | 勅使村                        | 勅使村                         | 昭和30年1月20日 山代町         | 昭和33年1月1日 加賀市       | 平成17年10月1日 加賀市 | 加賀市 |
| 山本村     | 山本村              | 勅使村                     | 勅使村                        | 勅使村                         | 昭和30年1月20日 山代町         | 昭和33年1月1日 加賀市       | 平成17年10月1日 加賀市 | 加賀市 |
| 松山村     | 松山村              | 勅使村                     | 勅使村                        | 勅使村                         | 昭和30年1月20日 山代町         | 昭和33年1月1日 加賀市       | 平成17年10月1日 加賀市 | 加賀市 |
| 清水村     | 清水村              | 勅使村                     | 勅使村                        | 勅使村                         | 昭和30年1月20日 山代町         | 昭和33年1月1日 加賀市       | 平成17年10月1日 加賀市 | 加賀市 |
| 河原村     | 河原村              | 勅使村                     | 勅使村                        | 勅使村                         | 昭和30年1月20日 山代町         | 昭和33年1月1日 加賀市       | 平成17年10月1日 加賀市 | 加賀市 |
| 上野村     | 上野村              | 勅使村                     | 勅使村                        | 勅使村                         | 昭和30年1月20日 山代町         | 昭和33年1月1日 加賀市       | 平成17年10月1日 加賀市 | 加賀市 |
| 津波倉村   | 津波倉村            | 勅使村                     | 勅使村                        | 勅使村                         | 昭和30年1月20日 山代町         | 昭和33年1月1日 加賀市       | 平成17年10月1日 加賀市 | 加賀市 |
| 二子塚村   | 二子塚村            | 勅使村                     | 勅使村                        | 勅使村                         | 昭和30年1月20日 山代町         | 昭和33年1月1日 加賀市       | 平成17年10月1日 加賀市 | 加賀市 |
| 森村       | 森村                | 勅使村                     | 勅使村                        | 勅使村                         | 昭和30年1月20日 山代町         | 昭和33年1月1日 加賀市       | 平成17年10月1日 加賀市 | 加賀市 |
| 橋立村     | 橋立村              | 橋立村                     | 橋立村                        | 昭和5年1月1日 橋立村           | 昭和27年6月10日 町制 橋立町    | 昭和33年1月1日 加賀市       | 平成17年10月1日 加賀市 | 加賀市 |
| 小塩村     | 小塩村              | 橋立村                     | 橋立村                        | 昭和5年1月1日 橋立村           | 昭和27年6月10日 町制 橋立町    | 昭和33年1月1日 加賀市       | 平成17年10月1日 加賀市 | 加賀市 |
| 片野村     | 片野村              | 黒崎村                     | 黒崎村                        | 昭和5年1月1日 橋立村           | 昭和27年6月10日 町制 橋立町    | 昭和33年1月1日 加賀市       | 平成17年10月1日 加賀市 | 加賀市 |
| 黒崎村     | 黒崎村              | 黒崎村                     | 黒崎村                        | 昭和5年1月1日 橋立村           | 昭和27年6月10日 町制 橋立町    | 昭和33年1月1日 加賀市       | 平成17年10月1日 加賀市 | 加賀市 |
| 深田村     | 深田村              | 黒崎村                     | 黒崎村                        | 昭和5年1月1日 橋立村           | 昭和27年6月10日 町制 橋立町    | 昭和33年1月1日 加賀市       | 平成17年10月1日 加賀市 | 加賀市 |
| 宮村       | 宮村                | 黒崎村                     | 黒崎村                        | 昭和5年1月1日 橋立村           | 昭和27年6月10日 町制 橋立町    | 昭和33年1月1日 加賀市       | 平成17年10月1日 加賀市 | 加賀市 |
| 高尾村     | 高尾村              | 黒崎村                     | 黒崎村                        | 昭和5年1月1日 橋立村           | 昭和27年6月10日 町制 橋立町    | 昭和33年1月1日 加賀市       | 平成17年10月1日 加賀市 | 加賀市 |
| 田尻村     | 田尻村              | 黒崎村                     | 黒崎村                        | 昭和5年1月1日 橋立村           | 昭和27年6月10日 町制 橋立町    | 昭和33年1月1日 加賀市       | 平成17年10月1日 加賀市 | 加賀市 |
| 動橋村     | 動橋村              | 動橋村                     | 動橋村                        | 昭和22年11月3日 町制 動橋町    | 昭和29年11月3日 動橋町         | 昭和33年1月1日 加賀市       | 平成17年10月1日 加賀市 | 加賀市 |
| 中島村     | 中島村              | 動橋村                     | 動橋村                        | 昭和22年11月3日 町制 動橋町    | 昭和29年11月3日 動橋町         | 昭和33年1月1日 加賀市       | 平成17年10月1日 加賀市 | 加賀市 |
| 梶井村     | 梶井村              | 動橋村                     | 動橋村                        | 昭和22年11月3日 町制 動橋町    | 昭和29年11月3日 動橋町         | 昭和33年1月1日 加賀市       | 平成17年10月1日 加賀市 | 加賀市 |
| 八日市村   | 八日市村            | 動橋村                     | 動橋村                        | 昭和22年11月3日 町制 動橋町    | 昭和29年11月3日 動橋町         | 昭和33年1月1日 加賀市       | 平成17年10月1日 加賀市 | 加賀市 |
| 毛谷村     | 明治9年 合河村      | 動橋村                     | 動橋村                        | 昭和22年11月3日 町制 動橋町    | 昭和29年11月3日 動橋町         | 昭和33年1月1日 加賀市       | 平成17年10月1日 加賀市 | 加賀市 |
| 河尻村     | 明治9年 合河村      | 動橋村                     | 動橋村                        | 昭和22年11月3日 町制 動橋町    | 昭和29年11月3日 動橋町         | 昭和33年1月1日 加賀市       | 平成17年10月1日 加賀市 | 加賀市 |
| 高塚村     | 高塚村              | 分校村                     | 分校村                        | 分校村                         | 昭和29年11月3日 動橋町         | 昭和33年1月1日 加賀市       | 平成17年10月1日 加賀市 | 加賀市 |
| 打越村     | 打越村              | 分校村                     | 分校村                        | 分校村                         | 昭和29年11月3日 動橋町         | 昭和33年1月1日 加賀市       | 平成17年10月1日 加賀市 | 加賀市 |
| 箱宮村     | 箱宮村              | 分校村                     | 分校村                        | 分校村                         | 昭和29年11月3日 動橋町         | 昭和33年1月1日 加賀市       | 平成17年10月1日 加賀市 | 加賀市 |
| 小分校村   | 明治10年 分校村     | 分校村                     | 分校村                        | 分校村                         | 昭和29年11月3日 動橋町         | 昭和33年1月1日 加賀市       | 平成17年10月1日 加賀市 | 加賀市 |
| 大分校村   | 明治10年 分校村     | 分校村                     | 分校村                        | 分校村                         | 昭和29年11月3日 動橋町         | 昭和33年1月1日 加賀市       | 平成17年10月1日 加賀市 | 加賀市 |
| 作見村     | 作見村              | 作見村                     | 作見村                        | 昭和17年11月3日 片山津町       | 片山津町                       | 昭和33年1月1日 加賀市       | 平成17年10月1日 加賀市 | 加賀市 |
| 山田村     | 山田村              | 作見村                     | 作見村                        | 昭和17年11月3日 片山津町       | 片山津町                       | 昭和33年1月1日 加賀市       | 平成17年10月1日 加賀市 | 加賀市 |
| 大菅波村   | 大菅波村            | 作見村                     | 作見村                        | 昭和17年11月3日 片山津町       | 片山津町                       | 昭和33年1月1日 加賀市       | 平成17年10月1日 加賀市 | 加賀市 |
| 小菅波村   | 小菅波村            | 作見村                     | 作見村                        | 昭和17年11月3日 片山津町       | 片山津町                       | 昭和33年1月1日 加賀市       | 平成17年10月1日 加賀市 | 加賀市 |
| 尾中村     | 尾中村              | 作見村                     | 作見村                        | 昭和17年11月3日 片山津町       | 片山津町                       | 昭和33年1月1日 加賀市       | 平成17年10月1日 加賀市 | 加賀市 |
| 富塚村     | 富塚村              | 作見村                     | 作見村                        | 昭和17年11月3日 片山津町       | 片山津町                       | 昭和33年1月1日 加賀市       | 平成17年10月1日 加賀市 | 加賀市 |
| 片山津村   | 片山津村            | 作見村                     | 作見村                        | 昭和17年11月3日 片山津町       | 片山津町                       | 昭和33年1月1日 加賀市       | 平成17年10月1日 加賀市 | 加賀市 |
| 弓波村     | 弓波村              | 作見村                     | 作見村                        | 昭和17年11月3日 片山津町       | 片山津町                       | 昭和33年1月1日 加賀市       | 平成17年10月1日 加賀市 | 加賀市 |
| 大畠村     | 大畠村              | 塩津村                     | 塩津村                        | 昭和17年11月3日 片山津町       | 片山津町                       | 昭和33年1月1日 加賀市       | 平成17年10月1日 加賀市 | 加賀市 |
| 千崎村     | 千崎村              | 塩津村                     | 塩津村                        | 昭和17年11月3日 片山津町       | 片山津町                       | 昭和33年1月1日 加賀市       | 平成17年10月1日 加賀市 | 加賀市 |
| 宮地村     | 宮地村              | 塩津村                     | 塩津村                        | 昭和17年11月3日 片山津町       | 片山津町                       | 昭和33年1月1日 加賀市       | 平成17年10月1日 加賀市 | 加賀市 |
| 野田村     | 野田村              | 塩津村                     | 塩津村                        | 昭和17年11月3日 片山津町       | 片山津町                       | 昭和33年1月1日 加賀市       | 平成17年10月1日 加賀市 | 加賀市 |
| 潮津村     | 潮津村              | 塩津村                     | 塩津村                        | 昭和17年11月3日 片山津町       | 片山津町                       | 昭和33年1月1日 加賀市       | 平成17年10月1日 加賀市 | 加賀市 |
| 小塩辻村   | 小塩辻村            | 塩津村                     | 塩津村                        | 昭和17年11月3日 片山津町       | 片山津町                       | 昭和33年1月1日 加賀市       | 平成17年10月1日 加賀市 | 加賀市 |
| 塩浜村     | 塩浜村              | 篠原村                     | 篠原村                        | 篠原村                         | 昭和29年3月31日 片山津町に編入 | 昭和33年1月1日 加賀市       | 平成17年10月1日 加賀市 | 加賀市 |
| 篠原村     | 篠原村              | 篠原村                     | 篠原村                        | 篠原村                         | 昭和29年3月31日 片山津町に編入 | 昭和33年1月1日 加賀市       | 平成17年10月1日 加賀市 | 加賀市 |
| 篠原新村   | 篠原新村            | 篠原村                     | 篠原村                        | 篠原村                         | 昭和29年3月31日 片山津町に編入 | 昭和33年1月1日 加賀市       | 平成17年10月1日 加賀市 | 加賀市 |
| 伊切村     | 伊切村              | 篠原村                     | 篠原村                        | 篠原村                         | 昭和29年3月31日 片山津町に編入 | 昭和33年1月1日 加賀市       | 平成17年10月1日 加賀市 | 加賀市 |
| 新保村     | 新保村              | 篠原村                     | 篠原村                        | 篠原村                         | 昭和29年3月31日 片山津町に編入 | 昭和33年1月1日 加賀市       | 平成17年10月1日 加賀市 | 加賀市 |
| 柴山村     | 柴山村              | 篠原村                     | 明治29年4月1日 月津村に編入   | 月津村の一部                   | 昭和30年4月1日 片山津町に編入  | 昭和33年1月1日 加賀市       | 平成17年10月1日 加賀市 | 加賀市 |
| 河南村     | 河南村              | 河南村                     | 河南村                        | 河南村                         | 昭和30年4月1日 山中町          | 昭和35年7月1日 加賀市に編入 | 平成17年10月1日 加賀市 | 加賀市 |
| 別所村     | 別所村              | 河南村                     | 河南村                        | 河南村                         | 昭和30年4月1日 山中町          | 昭和35年7月1日 加賀市に編入 | 平成17年10月1日 加賀市 | 加賀市 |
| 荒木村     | 荒木村              | 河南村                     | 河南村                        | 河南村                         | 昭和30年4月1日 山中町          | 昭和35年7月1日 加賀市に編入 | 平成17年10月1日 加賀市 | 加賀市 |
| 中田村     | 中田村              | 河南村                     | 河南村                        | 河南村                         | 昭和30年4月1日 山中町          | 山中町                      | 平成17年10月1日 加賀市 | 加賀市 |
| 長谷田村   | 長谷田村            | 河南村                     | 河南村                        | 河南村                         | 昭和30年4月1日 山中町          | 山中町                      | 平成17年10月1日 加賀市 | 加賀市 |
| 上原村     | 上原村              | 河南村                     | 河南村                        | 河南村                         | 昭和30年4月1日 山中町          | 山中町                      | 平成17年10月1日 加賀市 | 加賀市 |
| 塚谷村     | 塚谷村              | 河南村                     | 河南村                        | 河南村                         | 昭和30年4月1日 山中町          | 山中町                      | 平成17年10月1日 加賀市 | 加賀市 |
| 山中村     | 山中村              | 山中村                     | 大正2年2月15日 町制 山中町    | 山中町                         | 昭和30年4月1日 山中町          | 山中町                      | 平成17年10月1日 加賀市 | 加賀市 |
| 菅谷村     | 菅谷村              | 西谷村                     | 西谷村                        | 西谷村                         | 昭和30年4月1日 山中町          | 山中町                      | 平成17年10月1日 加賀市 | 加賀市 |
| 下谷村     | 下谷村              | 西谷村                     | 西谷村                        | 西谷村                         | 昭和30年4月1日 山中町          | 山中町                      | 平成17年10月1日 加賀市 | 加賀市 |
| 栢野村     | 栢野村              | 西谷村                     | 西谷村                        | 西谷村                         | 昭和30年4月1日 山中町          | 山中町                      | 平成17年10月1日 加賀市 | 加賀市 |
| 風谷村     | 風谷村              | 西谷村                     | 西谷村                        | 西谷村                         | 昭和30年4月1日 山中町          | 山中町                      | 平成17年10月1日 加賀市 | 加賀市 |
| 大内村     | 大内村              | 西谷村                     | 西谷村                        | 西谷村                         | 昭和30年4月1日 山中町          | 山中町                      | 平成17年10月1日 加賀市 | 加賀市 |
| 我谷村     | 我谷村              | 西谷村                     | 西谷村                        | 西谷村                         | 昭和30年4月1日 山中町          | 山中町                      | 平成17年10月1日 加賀市 | 加賀市 |
| 片谷村     | 片谷村              | 西谷村                     | 西谷村                        | 西谷村                         | 昭和30年4月1日 山中町          | 山中町                      | 平成17年10月1日 加賀市 | 加賀市 |
| 坂下村     | 坂下村              | 西谷村                     | 西谷村                        | 西谷村                         | 昭和30年4月1日 山中町          | 山中町                      | 平成17年10月1日 加賀市 | 加賀市 |
| 小杉村     | 小杉村              | 西谷村                     | 西谷村                        | 西谷村                         | 昭和30年4月1日 山中町          | 山中町                      | 平成17年10月1日 加賀市 | 加賀市 |
| 生水村     | 生水村              | 西谷村                     | 西谷村                        | 西谷村                         | 昭和30年4月1日 山中町          | 山中町                      | 平成17年10月1日 加賀市 | 加賀市 |
| 九谷村     | 九谷村              | 西谷村                     | 西谷村                        | 西谷村                         | 昭和30年4月1日 山中町          | 山中町                      | 平成17年10月1日 加賀市 | 加賀市 |
| 真砂村     | 真砂村              | 西谷村                     | 西谷村                        | 西谷村                         | 昭和30年4月1日 山中町          | 山中町                      | 平成17年10月1日 加賀市 | 加賀市 |
| 枯淵村     | 枯淵村              | 西谷村                     | 西谷村                        | 西谷村                         | 昭和30年4月1日 山中町          | 山中町                      | 平成17年10月1日 加賀市 | 加賀市 |
| 中津原村   | 中津原村            | 東谷奥村                   | 東谷奥村                      | 東谷奥村                       | 昭和30年4月1日 山中町          | 山中町                      | 平成17年10月1日 加賀市 | 加賀市 |
| 荒谷村     | 荒谷村              | 東谷奥村                   | 東谷奥村                      | 東谷奥村                       | 昭和30年4月1日 山中町          | 山中町                      | 平成17年10月1日 加賀市 | 加賀市 |
| 今立村     | 今立村              | 東谷奥村                   | 東谷奥村                      | 東谷奥村                       | 昭和30年4月1日 山中町          | 山中町                      | 平成17年10月1日 加賀市 | 加賀市 |
| 大土村     | 大土村              | 東谷奥村                   | 東谷奥村                      | 東谷奥村                       | 昭和30年4月1日 山中町          | 山中町                      | 平成17年10月1日 加賀市 | 加賀市 |
| 菅生谷村   | 菅生谷村            | 東谷奥村                   | 東谷奥村                      | 東谷奥村                       | 昭和30年4月1日 山中町          | 山中町                      | 平成17年10月1日 加賀市 | 加賀市 |
| 滝村       | 滝村                | 東谷奥村                   | 東谷奥村                      | 東谷奥村                       | 昭和30年4月1日 山中町          | 山中町                      | 平成17年10月1日 加賀市 | 加賀市 |
| 杉水村     | 杉水村              | 東谷奥村                   | 東谷奥村                      | 東谷奥村                       | 昭和30年4月1日 山中町          | 山中町                      | 平成17年10月1日 加賀市 | 加賀市 |
| 西住村     | 西住村              | 東谷奥村                   | 東谷奥村                      | 東谷奥村                       | 昭和30年4月1日 山中町          | 山中町                      | 平成17年10月1日 加賀市 | 加賀市 |
| 上新保村   | 上新保村            | 東谷奥村                   | 東谷奥村                      | 東谷奥村                       | 昭和30年4月1日 山中町          | 山中町                      | 平成17年10月1日 加賀市 | 加賀市 |
| 市谷村     | 市谷村              | 東谷奥村                   | 東谷奥村                      | 東谷奥村                       | 昭和30年4月1日 山中町          | 山中町                      | 平成17年10月1日 加賀市 | 加賀市 |
| 四十九院村 | 四十九院村          | 東谷奥村                   | 東谷奥村                      | 東谷奥村                       | 昭和30年4月1日 山中町          | 山中町                      | 平成17年10月1日 加賀市 | 加賀市 |

## 人口
| |                                        |  |
| 加賀市と全国の年齢別人口分布（2005年） | 加賀市の年齢・男女別人口分布（2005年） |  |
| ■紫色 ― 加賀市 ■緑色 ― 日本全国 | ■青色 ― 男性 ■赤色 ― 女性              |  |
| 加賀市（に相当する地域）の人口の推移 \| 1970年（昭和45年） \| 69,664人 \| \| \| 1975年（昭和50年） \| 74,405人 \| \| \| 1980年（昭和55年） \| 77,335人 \| \| \| 1985年（昭和60年） \| 80,877人 \| \| \| 1990年（平成2年） \| 80,714人 \| \| \| 1995年（平成7年） \| 80,333人 \| \| \| 2000年（平成12年） \| 78,563人 \| \| \| 2005年（平成17年） \| 74,982人 \| \| \| 2010年（平成22年） \| 71,887人 \| \| \| 2015年（平成27年） \| 67,186人 \| \| \| 2020年（令和2年） \| 63,220人 \| \| |                                        |  |
| 総務省統計局 国勢調査より |                                        |  |
| 1970年（昭和45年） | 69,664人                               |  |
| 1975年（昭和50年） | 74,405人                               |  |
| 1980年（昭和55年） | 77,335人                               |  |
| 1985年（昭和60年） | 80,877人                               |  |
| 1990年（平成2年） | 80,714人                               |  |
| 1995年（平成7年） | 80,333人                               |  |
| 2000年（平成12年） | 78,563人                               |  |
| 2005年（平成17年） | 74,982人                               |  |
| 2010年（平成22年） | 71,887人                               |  |
| 2015年（平成27年） | 67,186人                               |  |
| 2020年（令和2年） | 63,220人                               |  |

## 行政
※右記は合併前の加賀市（1958年ー2005年）のデータ。

### 市長
| 歴代加賀市長（1958年ー2005年） | 歴代加賀市長（1958年ー2005年） | 歴代加賀市長（1958年ー2005年） | 歴代加賀市長（1958年ー2005年） | 歴代加賀市長（1958年ー2005年） | 歴代加賀市長（1958年ー2005年） |
| 代                             | 人                             | 氏名                           | 就任                           | 退任                           | 備考                           |
| ------------------------------ | ------------------------------ | ------------------------------ | ------------------------------ | ------------------------------ | ------------------------------ |
|                                |                                | 山下作吉                       | 1958年（昭和33年）1月1日       | 1958年（昭和33年）2月8日       | 市長職務執行者、旧橋立町長     |
| 1                              | 1                              | 新家熊吉                       | 1958年（昭和33年）2月9日       | 1962年（昭和37年）2月8日       |                                |
| 2                              | 2                              | 矢田松太郎                     | 1962年（昭和37年）2月9日       | 1966年（昭和41年）2月8日       |                                |
| 3                              | 3                              | 東野喜三郎                     | 1966年（昭和41年）2月9日       | 1970年（昭和45年）2月8日       |                                |
| 4                              | 4                              | 山下仁三郎                     | 1970年（昭和45年）2月9日       | 1972年（昭和47年）5月10日      | 在職中死去                     |
| 5                              | 5                              | 中野巳之吉                     | 1972年（昭和47年）6月25日      | 1976年（昭和51年）6月13日      | 病気のため辞職                 |
| 6                              | 6                              | 山下力                         | 1976年（昭和51年）6月14日      | 1980年（昭和55年）6月13日      |                                |
| 7                              | 6                              | 山下力                         | 1980年（昭和55年）6月14日      | 1984年（昭和59年）6月13日      |                                |
| 8                              | 6                              | 山下力                         | 1984年（昭和59年）6月14日      | 1986年（昭和61年）12月31日     | 任期途中で辞職                 |
| 9                              | 7                              | 矢田松太郎                     | 1987年（昭和62年）2月8日       | 1991年（平成3年）2月7日        | 2代目市長の子                  |
| 10                             | 7                              | 矢田松太郎                     | 1991年（平成3年）2月8日        | 1995年（平成7年）2月7日        |                                |
| 11                             | 7                              | 矢田松太郎                     | 1995年（平成7年）2月8日        | 1999年（平成11年）2月7日       |                                |
| 12                             | 8                              | 大幸甚                         | 1999年（平成11年）2月8日       | 2003年（平成15年）2月7日       |                                |
| 13                             | 8                              | 大幸甚                         | 2003年（平成15年）2月8日       | 2005年（平成17年）9月30日      |                                |
| 歴代加賀市長（2005年ー）       |                                |                                |                                |                                |                                |
| 代                             | 人                             | 氏名                           | 就任                           | 退任                           | 備考                           |
|                                |                                | 田中實                         | 2005年（平成17年）10月1日      | 2005年（平成17年）10月29日     | 市長職務執行者、旧山中町長     |
| 1                              | 1                              | 大幸甚                         | 2005年（平成17年）10月30日     | 2009年（平成21年）10月29日     |                                |
| 2                              | 2                              | 寺前秀一                       | 2009年（平成21年）10月30日     | 2013年（平成25年）10月29日     |                                |
| 3                              | 3                              | 宮元陸                         | 2013年（平成25年）10月30日     | 2017年（平成29年）10月29日     |                                |
| 4                              | 3                              | 宮元陸                         | 2017年（平成29年）10月30日     | 2021年（令和3年）10月29日      |                                |
| 5                              | 3                              | 宮元陸                         | 2021年（令和3年）10月30日      | 現職                           |                                |

- 市長 - 宮元 陸

### 庁舎

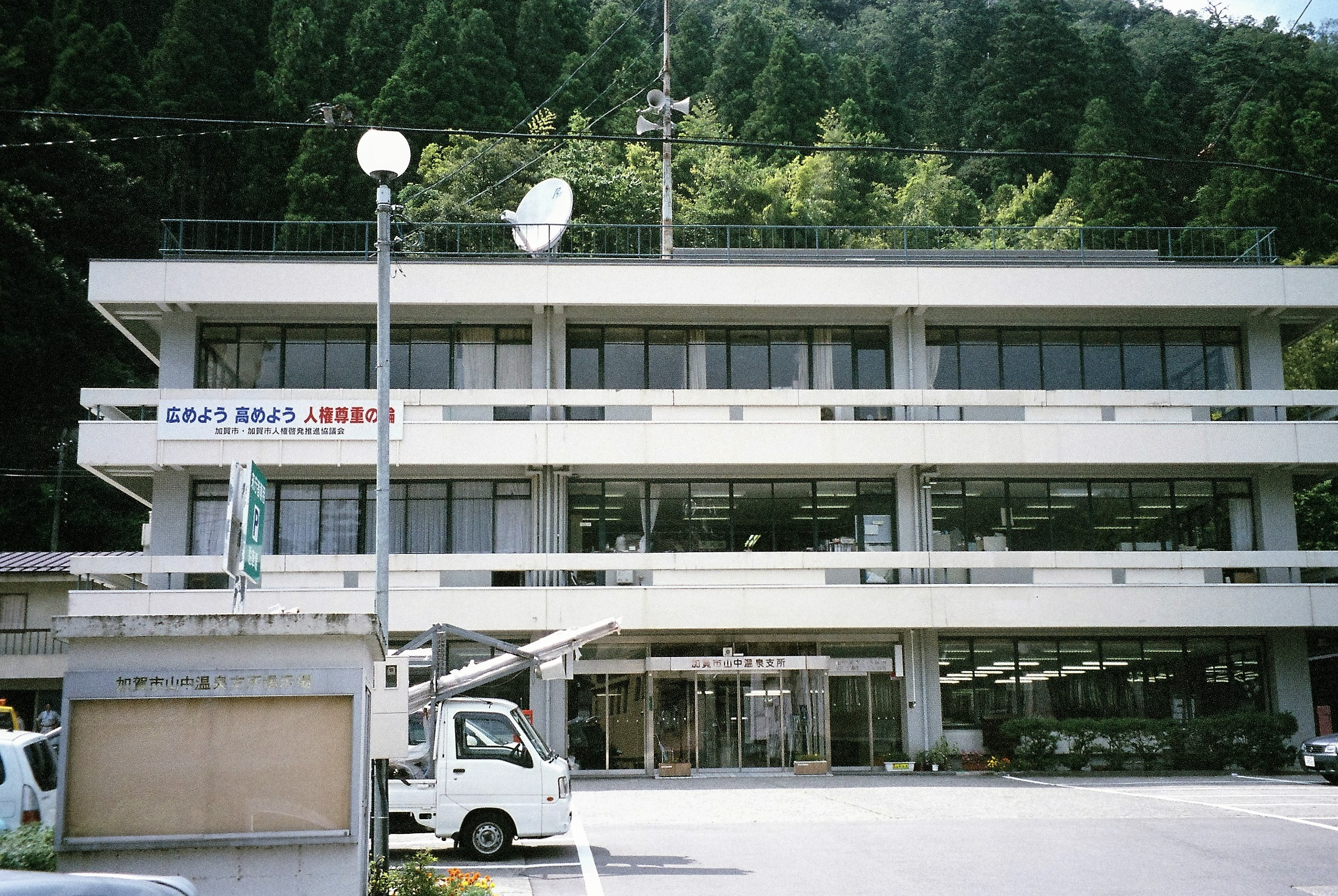
加賀市役所山中温泉支所（2006年8月）

加賀市役所 本庁舎
石川県加賀市大聖寺南町ニ41番地
加賀市役所 山中温泉支所
石川県加賀市山中温泉湯の出町タ33番地

### デジタル技術の活用

#### e-加賀市民
大都市圏を含む他地域の住民を、加賀市でのワーケーションなどを通じて「関係人口」として取り込む「e-加賀市民」プロジェクトを進めており、国家戦略特区に認定されている。

#### 市役所職員の出退勤管理
職員の出退勤の記録・管理などをスマートフォンやタブレット上から行える人事向けクラウドサービスを国内の自治体で初めて導入した。職員が勤務時間を自己申告（打刻）し管理するシステムであり、同システムを有効活用していくとのことである。

## 議会

### 石川県議会（加賀市選出）
- 定数：3名
- 任期：2019年（令和元年）6月9日〜2023年（令和5年）6月8日

| 議員名   | 会派名                         | 備考 |
| -------- | ------------------------------ | ---- |
| 向出勉   | 自由民主党石川県議会議員協議会 |      |
| 田中哲也 | 自由民主党石川県議会議員協議会 |      |
| 室谷弘幸 | 自由民主党石川県議会議員協議会 |      |

### 衆議院
- 選挙区：石川2区 （小松市、加賀市、白山市、能美市、野々市市、能美郡）
- 任期：2021年10月31日 - 2025年10月30日
- 投票日：2021年10月31日
- 当日有権者数：325,273人
- 投票率：56.13％

| 当落 | 候補者名 | 年齢 | 所属党派   | 新旧別 | 得票数    | 重複 |
| ---- | -------- | ---- | ---------- | ------ | --------- | ---- |
| 当   | 佐々木紀 | 47   | 自由民主党 | 前     | 137,032票 | ○    |
|      | 坂本浩   | 57   | 日本共産党 | 新     | 27,049票  |      |
|      | 山本保彦 | 68   | 無所属     | 新     | 10,632票  |      |

## 経済

### 産業
機械製造業が発達している。山代温泉、山中温泉、片山津温泉といった温泉地にも恵まれており、観光業も盛んである。

### 主な事業所
- 大同工業 （東証スタンダード上場、自動車・オートバイのローラーチェーン及びリムの製造など）
- ソディック加賀事業所 （東証プライム上場、射出成形機や電子ビーム、食品機械の製造など）
- 新家工業山中工場（東証スタンダード上場、鋼管や自転車リムの製造など。新家工業の創業地）
- 江沼チヱン製作所 （オートバイ用チェーンの製造など）
- 月星製作所（自動車、オートバイ用部品の製造など）
- DMM.com Base（DVD, Blu-ray Discなどディスクメディアのプレス、梱包、倉庫などの物流サービス、アミューズメント・パーク。DMM.comグループの創業地）
- 帝人加工糸加賀工場（帝人のグループ企業、ニット生地の製造など）
- ナイテック・プレシジョン加賀工場（NISSHAのグループ企業、携帯電話用タッチパネルの製造など）
- 福井鋲螺加賀工場（微小金属部品の冷間鍛造加工など）
- 村田機械加賀工場（高速精紡機の製造など）
- 秀光ビルド ローコスト住宅メーカー
- よろづや観光（温泉旅館業）
- ゆのくに天祥（温泉旅館業）
- 8番らーめん（ラーメンチェーン店[注釈 4]）
- 石川樹脂工業 （プラスチック製の食器・雑貨の製造など）

### 伝統工芸
- 山中塗
- 九谷焼

## 姉妹都市・提携都市
- 新発田市（新潟県）
  - 1991年11月8日友好都市提携
- 赤平市（北海道）
  - 1995年10月10日 友好都市提携
- ハミルトン市ダンダス地区、（カナダ オンタリオ州）
  - 1968年12月3日にダンダス町と姉妹都市提携。同町は2001年1月にハミルトン市と合併するがその後も継続。
- 台南市（台湾)
  - 2015年7月7日 友好都市提携[11]
- 高雄市（台湾)
  - 2015年7月8日 観光交流都市提携[11]
- 高雄市鼓山区（台湾)
  - 2015年7月8日 友好交流都市提携

※姉妹都市・提携都市の関係もあり市職員の有志が台湾産パイナップルを購入する活動を行っている。

## 地域

### 警察
- 石川県大聖寺警察署
- 交番
  - 山中、山代、片山津、加賀温泉駅前
- 駐在所
  - 動橋、橋立、勅使、熊坂、塩屋、中田、篠原、柴山

### 消防
- 加賀市消防本部
  - 加賀市消防署
  - 大聖寺分署
  - 山代分署
  - 片山津分署
  - 山中分署

#### 国の行政機関
- 厚生労働省
  - 石川労働局
    - 加賀公共職業安定所（大聖寺菅生）

### 医療
- 加賀市医療センター

### 学校教育

#### 高等学校
- 県立 （4校）
  - 石川県立加賀高等学校
  - 石川県立加賀聖城高等学校
  - 石川県立大聖寺高等学校
  - 石川県立大聖寺実業高等学校

#### 義務教育学校
- 加賀市立 （1校）
  - 加賀市立橋立海青学園

#### 中学校
- 加賀市立 （5校）
  - 加賀市立片山津中学校
  - 加賀市立錦城中学校
  - 加賀市立東和中学校
  - 加賀市立山代中学校
  - 加賀市立山中中学校

#### 小学校
- 加賀市立 （16校）
  - 加賀市立錦城小学校
  - 加賀市立錦城東小学校
  - 加賀市立三谷小学校
  - 加賀市立片山津小学校
  - 加賀市立作見小学校
  - 加賀市立金明小学校
  - 加賀市立湖北小学校
  - 加賀市立動橋小学校
  - 加賀市立分校小学校
  - 加賀市立山代小学校
  - 加賀市立庄小学校
  - 加賀市立勅使小学校
  - 加賀市立東谷口小学校
  - 加賀市立南郷小学校
  - 加賀市立山中小学校
  - 加賀市立河南小学校

#### 特別支援学校
- 石川県立錦城特別支援学校

#### その他
- 加賀自動車学校

### 文化・教育施設

#### 図書館
いずれも加賀市立。2016年7月5日に福井県あわら市と連携し、県境を越えて双方の市民に図書を貸し出す事業をスタートさせた。
- 中央図書館
- 山中図書館

#### 博物館・美術館等
- 石川県九谷焼美術館
- 九谷焼窯跡展示館
- 北前船の里資料館
- 硲伊之助美術館
- 中谷宇吉郎雪の科学館
- 深田久弥 山の文化館
- 加賀アートギャラリー

#### ホール・その他の文化施設
- 加賀市鴨池観察館
- 加賀市文化会館
- 山中温泉文化会館
- 山中座
- 山中温泉芭蕉の館
- 越前加賀県境の館
- 魯山人寓居跡いろは草庵
- 北前船船主屋敷蔵六園
- 蘇梁館
- 竹の浦館
- 大聖寺鴻玉荘（旧新家家住宅）

## 交通

### 鉄道
西日本旅客鉄道 （JR西日本）
- 北陸新幹線
  - 加賀温泉駅

IRいしかわ鉄道
- IRいしかわ鉄道線
  - 大聖寺駅 - 加賀温泉駅 - 動橋駅

- 中心となる駅：大聖寺駅

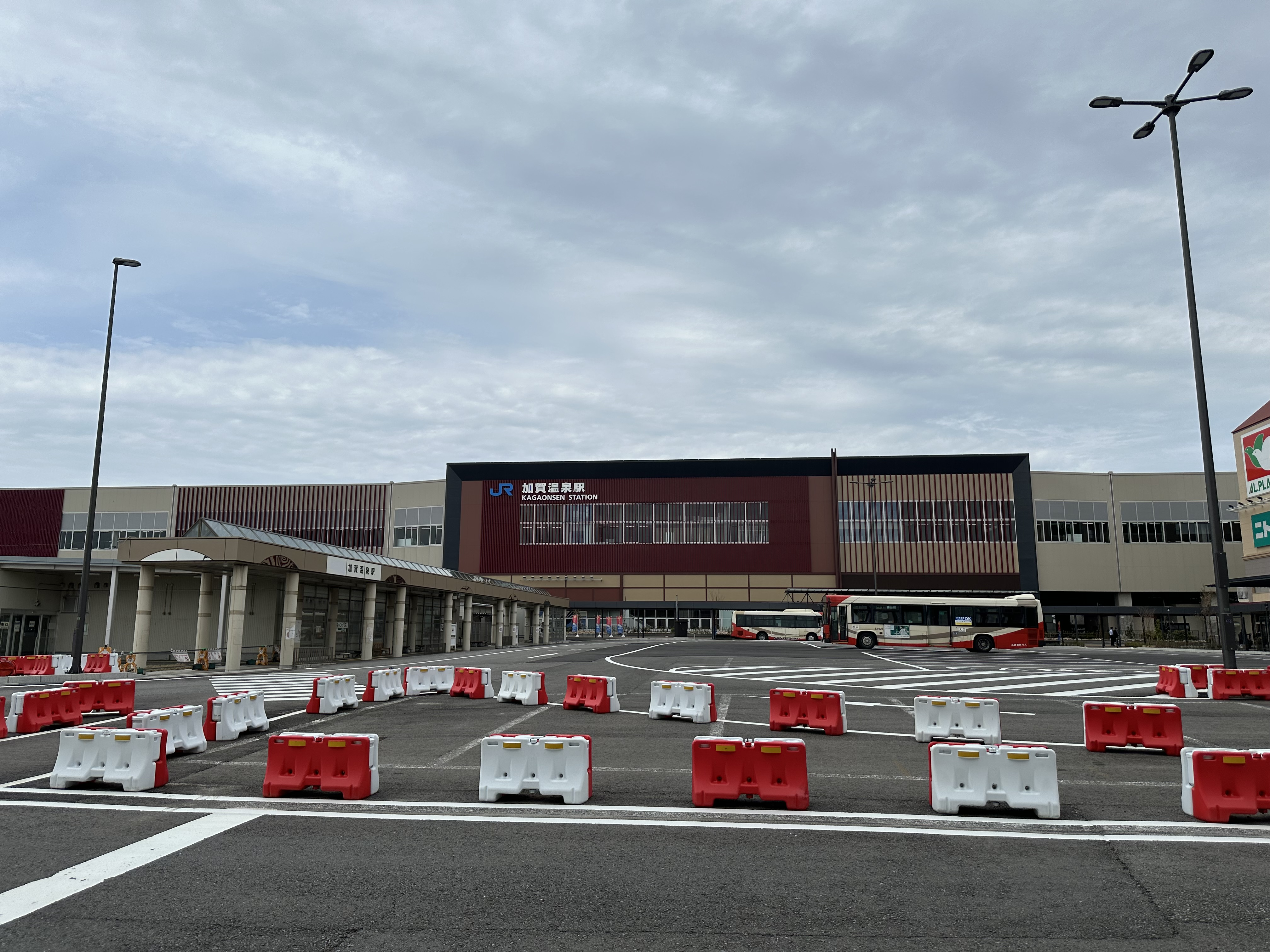
加賀温泉駅

かつては大聖寺駅から北陸鉄道山中線が、動橋駅から同山代線及び同片山津線が分岐していたが（これらを加南線と総称した）、全て廃止された。

### 道路
- 高速道路
  - 高速自動車国道
    - 北陸自動車道 ： 加賀IC - 尼御前SA - 片山津IC
- 一般国道
  - 国道8号
  - 国道8号小松バイパス
  - 国道305号
  - 国道364号
  - 国道365号 - 市内の全区間が国道305号と重複
- 県道
  - 主要地方道
    - 福井県道・石川県道5号福井加賀線
    - 石川県道11号小松山中線
    - 石川県道19号橋立港線
    - 石川県道20号小松加賀線
    - 石川県道39号山中伊切線
    - 石川県道43号丸山加賀線
    - 石川県道61号加賀インター線

  - 一般県道
    - 石川県道107号新保矢田野線
    - 石川県道117号塩屋港線
    - 石川県道118号大聖寺停車場線
    - 石川県道140号上木中町線
    - 石川県道141号熊坂今出線
    - 石川県道142号荒木田原町線
    - 石川県道143号深田片野下福田線
    - 石川県道145号串加賀線
    - 石川県道147号片山津山代線
    - 石川県道148号小塩潮津線
    - 石川県道149号潮津串線
    - 石川県道150号動橋山代線
    - 石川県道151号水田丸黒瀬線
    - 石川県道153号我谷今立塔尾線
    - 石川県道154号滝ヶ原栄谷線
    - 石川県道156号高塚粟津線
    - 石川県道292号加賀温泉停車場線
    - 石川県道295号小松加賀自転車道線 （小松加賀健民自転車道）
    - 石川県道296号三木塩屋線
- 道の駅
  - 山中温泉 ゆけむり健康村

### バス等
一般路線バス
- 北鉄加賀バス
  - 温泉山中線
  - 温泉片山津線
  - 温泉大聖寺線
  - 山代大聖寺線
  - 吉崎線
- 株式会社 まちづくり加賀
  - キャンバス 片山津・橋立循環線
  - キャンバス 橋立・動橋線
  - 運行は2路線とも日本海観光バスに委託。

特急バス
- 一般社団法人 加賀市観光交流機構
  - 永平寺おでかけ号
  - 運行は京福バスに委託。

観光周遊バス
- 株式会社 まちづくり加賀
  - キャンバス 山まわり線
  - キャンバス 海まわり線
  - キャンバス 小松空港線
  - 運行はすべて日本海観光バスに委託。

高速バス
- 加賀温泉駅（南口）のバス停より乗降可能な路線

乗合タクシー
- デマンドタクシー「のりあい号」
  - 加賀市在住者のみ利用可能。
  - 運行は加賀第一交通に委託。
  - 2024年（令和6年）5月17日より旅館の無料送迎バスも間合い運用で活用している[15]。

自家用有償旅客運送（交通空白地有償運送）・ライドシェア
- 一般社団法人 加賀市観光交流機構
  - 「加賀市版ライドシェア」[16]
  - Uber Japanのモバイルアプリケーションを活用し[17]、運行管理は加賀第一交通[18]。

### 港湾
- 塩屋港（地方港湾）
- 橋立漁港（第4種漁港）

## 観光

### 祭り・イベント
- 竹割り祭り（2月10日）観光用の通称で、正式名称は「御願（ごんがん）神事」。
- 菖蒲湯祭り（6月4日・6月5日）
- ぐず焼き祭り（8月27日）
- 十万石まつり（9月8日）
- こいこい祭り（9月22日・9月23日）加賀市山中温泉最大の祭り

### 名所・旧跡
- 越前加賀海岸国定公園
  - 尼御前岬
  - 加佐ノ岬
- 片野鴨池
- 狐山古墳
- 法皇山横穴古墳
- 篠原古戦場 - 篠原の戦いの地
- 鶴仙渓
- 栢野大杉
- 大聖寺城（市の史跡）
- 篠原のキンメイチク（国指定天然記念物）
- 加賀橋立（重要伝統的建造物群保存地区）

### 保養・休憩

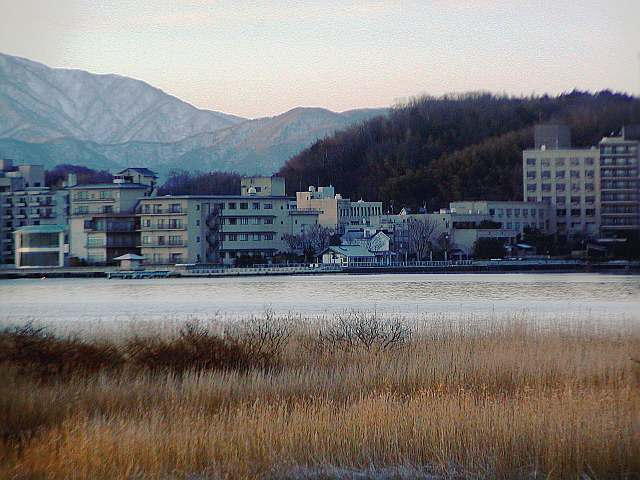
片山津温泉

#### 温泉
- 山代温泉
- 片山津温泉
- 山中温泉
- 別所温泉 (石川県)

## 加賀市を舞台とした作品
文学
- 鷭狩（泉鏡花）
- みさごの鮨（泉鏡花）
- こおろぎ橋（佐々木守）
- 虹（高浜虚子）

テレビドラマ
- こおろぎ橋（1978年 - 1979年、TBS）
- はるちゃん（1996年 - 1999年、東海テレビ（フジ系））

映画
- レディ加賀（2024年 主演 小芝風花）

## 出身有名人
- 飛鳥井孝太郎（実業家、ノリタケカンパニーリミテド創業者、元同志社教授） - 大聖寺町出身
- 岩原謙三（実業家、日本放送協会初代会長） - 大聖寺町出身
- 山田修路（元参議院議員・元水産庁長官）
- 豊島明好（元北海道日本ハムファイターズ・投手）
- 山下亜文（元読売ジャイアンツ・投手）
- 山﨑颯一郎 (オリックス・バファローズ・投手)
- 東出直也（横浜DeNAベイスターズ・捕手）
- 坂田英一（政治家、元農林大臣）
- 草鹿任一（軍人）
- 辻政信（軍人、政治家）
- 深田久弥（作家）
- 岡田弥一郎（動物学者）
- 中谷宇吉郎（科学者）
- 中谷治宇二郎 (考古学者)
- 中山夏月姫（アイドル、OCHA NORMA）
- ダンディ坂野（お笑い芸人）
- オモテカホ（アイドル、作詞家、音楽プロデューサー）
- 道場六三郎（料理人）
- 高田宏（作家）
- 戸田城聖（宗教家）
- そーたに（放送作家）
- 塚田陽（歌手、INSPi）
- 塚田誉（テレビ金沢アナウンサー）
- 河野安通志（アマチュア野球選手、日本初のプロ野球チーム創設者）
- シトウレイ（写真家、ファッションモデル、ファッションエディター）
- 銭谷欽治（バドミントン選手、 全日本総合バドミントン選手権大会男子単7回優勝。元三洋電機監督）
- 笹原忠義（北陸放送元社長、元アナウンサー）
- 門玲子（日本近世文学研究者）
- 谷口淳朗（医師・救急救命専門医）
- 鬼角長治郎（大相撲力士）
- 元谷友貴（総合格闘家）
- 宮永崇史（物理学者）
- 亀山敬司（経営者・DMM.comグループ創業者・会長兼CEO）
- 初代平出喜三郎（実業家、衆議院議員。旧橋立村出身）
- 2代平出喜三郎（実業家、衆議院議員。旧橋立村出身）
- 村井祐一（工学者）
- 室岡里美（北海道テレビ放送アナウンサー）
- 西出大三（截金師。旧橋立村出身）
- 子母澤類 (作家)
- 見附正康 (九谷焼赤絵)
- 蔦井與三吉（実業家、旧動橋村出身）
- 淺山金五郎（実業家、旧我谷村出身）
- 田淵章二 (Shoji Tabuchi 桃山学院大学卒業後に渡米しバイオリン弾き・歌手として活躍。旧大聖寺町出身)[19]

## ゆかりのある人物
- 神谷宗幣（政治家、参政党所属の参議院議員。加賀市在住）